# Karin Kock
Karin Kock, åren 1936–1966 folkbokförd Kock-Lindberg, född 2 juli 1891 i Klara församling i Stockholm, död 28 juli 1976 i Kungsholms församling i Stockholm, var en svensk nationalekonom och socialdemokratisk politiker. 
Hon var landets första kvinnliga statsråd och Sveriges första kvinnliga professor i nationalekonomi.
Kock var även Sveriges första kvinnliga nationalekonom, professor och tillika överdirektör för Statistiska centralbyrån (SCB). Hon var också en pionjär inom kvinnorörelsen.

## Biografi
Karin Kock föddes 1891 i Stockholm som det femte av sex barn till övertulldirektör Ernst och Anna Kock, född Åslund. Föräldrarna var politiskt intresserade och starkt påverkade av 1880- och 1890-talens liberala-radikala strömningar. Karin Kock gick i Whitlockska samskolan, som grundats av kvinnorörelsepionjären Anna Whitlock, och tog studenten på dess reallinje 1910.
Kock var intresserad av matematik och började efter studentexamen studera statistik vid Stockholms högskola. Familjen hade inte råd att stödja henne ekonomiskt, och hon avbröt därför studierna för att arbeta som statistikbiträde på Stockholms stads statistiska kontor. När hon vid sidan om sitt lönearbete återupptog studierna 1915 kombinerade hon statistik med nationalekonomi, vilket vid denna tid var en ovanlig ämneskombination för en kvinna.

### Akademisk karriär
Karin Kock var en frontfigur i svensk kvinnorörelse under drygt 30 års tid. Hon blev 1918 medlem i Akademiskt bildade kvinnors förening (ABKF) och innehade ledande positioner i akademiska kvinnors och yrkeskvinnors föreningsrörelse under hela sitt yrkesverksamma liv, både i Sverige och internationellt. Hon var bland annat ordförande i ABKF 1926–1933, i Svenska kvinnoföreningarnas samarbetskommitté 1936–1945, vicepresident i International Federation of University Women 1936–1947 samt ordförande i Yrkeskvinnors samarbetsförbund 1945–1947.
Kock påbörjade sina högre akademiska studier 1918 och disputerade för filosofie doktorsgrad i nationalekonomi 1929. Nationalekonomin var en av 1900-talets mest mansdominerade discipliner, och efter Karin Kock dröjde det ända till 1970-talet innan kvinnor disputerade i ämnet.
Karin Kocks vetenskapliga produktion är omfattande. Den sträcker sig från 1929, då hennes avhandling publicerades, till 1969 då hon gav ut sin sista bok International Trade Policy and the Gatt 1947–1967. Avhandlingen A Study of Interest Rates (1929) samt Kvinnoarbetet i Sverige (SOU:1938) framstår som hennes mest betydande vetenskapliga arbeten. Avhandlingen är en undersökning av räntevariationerna på engelska, amerikanska och svenska lånemarknader och en teoretisk analys om vad dessa variationer beror på.

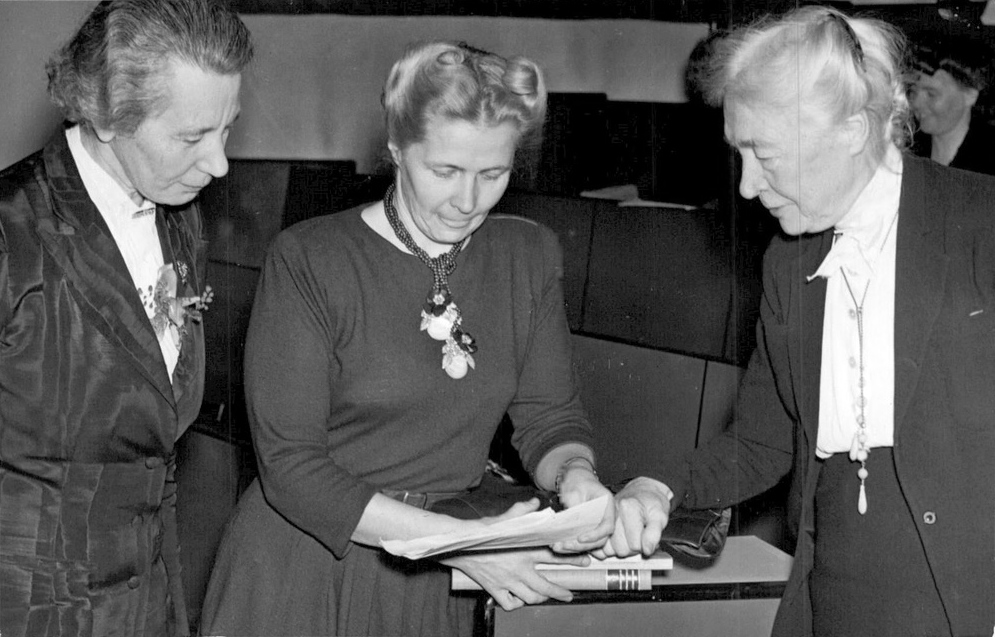
Karin Kock (till vänster), Alva Myrdal och Kerstin Hesselgren (till höger) 1944, vid bildandet av Yrkeskvinnors samarbetsförbund.

Kvinnoarbetet i Sverige, som skrevs inom ramen för den statliga utredningen Kvinnoarbetskommittén – ledd av Kerstin Hesselgren och med Alva Myrdal som sekreterare–, blev en milstolpe i 1900-talets svenska kvinno- och genushistoria och var empiriskt och teoretiskt nydanande. Den bidrog till att Sverige som första land i Europa förbjöd arbetsgivare att avskeda kvinnor på grund av giftermål, trolovning eller graviditet. Det var den första statistiska undersökning som gjorts om kvinnoarbetets utveckling i Sverige. Teoretiskt utgick undersökningen från en kombination av neoklassisk arbetsmarknadsanalys och institutionell ekonomisk teori. Karin Kocks analys visade att arbetsmarknaderna var horisontellt och vertikalt segregerade och att kvinnor och män sällan konkurrerade om samma arbete. Det då förhärskande antagandet att gifta kvinnor trängde ut män från attraktiva arbeten var därför felaktigt. Kvinnoarbetet i Sverige väckte dock inte intresse hos svenska nationalekonomer under Karin Kocks aktiva tid, men den återupptäcktes av kvinnoaktivister på 1960-talet och av genusforskare på 1980- och 1990-talen. Det blev då tydligt att Karin Kock varit före sin tid. Hennes teoretiska angreppssätt från 1930-talet är en ansats som dominerat bland feministiska ekonomer internationellt från 1970-talet och framåt.
Karin Kock medverkade även som ledare och sakkunnig i ett stort antal andra statliga utredningar. Hon anlitades också av regeringen att företräda Sverige på internationella politiska arenor. Detta inkluderade FN-organet ECE (Economic Commission for Europe) under 1947–1960, där hon var ordförande under 1950–1953.
Kock studerade även vid bland annat London School of Economics. Hon var docent i nationalekonomi vid Stockholms högskola 1933–1938 och erhöll 1945 professors namn efter att redan dessförinnan i flera år upprätthållit professuren i nationalekonomi.
Kock var en effektiv och flyhänt skribent och kan även betecknas som Sveriges första kvinnliga ekonomihistoriker. Hon var under några år efter disputationen 1929 utesluten från positioner vid Stockholms högskola. Därför arbetade hon under dessa år som frilansande forskare, samtidigt som hon meriterade sig för en docentur. Hon gav under åren 1930–1934 ut fyra böcker, två större populärvetenskapliga skrifter samt två företags- och bankhistoriker med ekonomisk-historisk inriktning. Svenskt bankväsen i våra dagar (1930) var ett beställningsarbete åt Kooperativa Förbundet (KF) och användes som lärobok vid universitet, högskolor, handelshögskolor och på bankkurser. Skånska privatbanken (1931) var en minnesskrift med anledning av bankens 100-årsjubileum och beskriver bankens grundande i ett ekonomisk-historiskt sammanhang. I Skånska Cementaktiebolaget (1932) belyste Karin Kock inte enbart den organisatoriska och ekonomiska utvecklingen av ett storföretag utan även cementmarknadens avsättnings- och konkurrensförhållanden. Sveriges handelsekonomiska läge gavs ut 1934 i Albert Bonniers Förlags serie Orientering i aktuella ämnen, och där beskrevs den handelspolitiska utvecklingen från första världskriget till 1930-talsdepressionen. Hon ledde också slutförandet av det stora, med Rockefeller Foundation-medel finansierade, nationalinkomstprojektet National Income of Sweden vid Stockholms högskola 1933–1937.
Hon var medlem i Kommittén för ökad kvinnorepresentation.

### Politisk karriär, senare år

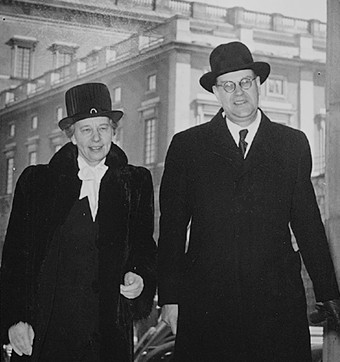
Karin Kock i sällskap med Tage Erlander, på väg till Kanslihuset från sin första konselj 11 april 1947.

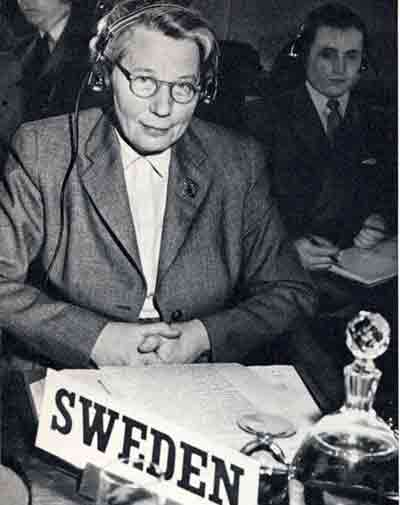
Karin Kock som chefsdelegat vid ett FN-sammanträde i Genève, ca 1947.

Karin Kock var initialt liberal men anslöt sig på 1930-talet till socialdemokratin. Hon hade en rad offentliga uppdrag, så som sakkunnig i ekonomiska utredningar och i kvinnoarbetskommittén 1936 och som huvudsekreterare i kommissionen för ekonomisk efterkrigsplanering och regeringsdelegat vid Internationella arbetskonferensen i Paris 1945.
Vid mitten av 1940-talet lämnade hon den akademiska banan till förmån för en politisk karriär och ämbetsmannabana. Hon blev först hög tjänsteman och sakkunnig vid Handelsdepartementet och senare överdirektör för Statistiska centralbyrån 1950–1957. Hon var då den första kvinnan som blivit chef för ett så stort statligt verk. Innan dess hann hon vara statsråd i Tage Erlanders regeringar under åren 1947–1949. Hon utnämndes först till konsultativt statsråd 1947, med uppgiften att "biträda vid handläggningen av ekonomiska frågor av allmänt ekonomisk natur samt ärenden som avse strukturrationalisering m.m.". Därefter var hon under 1948–1949 folkhushållningsminister och chef för folkhushållningsdepartementet.
Karin Kock hade generellt sett få möjligheter att använda och ge uttryck för sin feministiska kompetens som nationalekonom i sina roller som politiker och tjänsteman. Hon har dock gått till historien för att hon under sin statsrådstid undertecknade kungörelser som ”Karin Kock” och vägrade använda dubbelnamnet ”Kock-Lindberg”, som formellt sett var hennes efternamn som gift kvinna. Och när regeringen 1948 diskuterade nattarbetsförbudet för kvinnor inom industri och hantverk, var hon den enda av regeringens ministrar som reserverade sig mot beslutet att behålla förbudet.
Som överdirektör för SCB kom Karin Kock i en inflytelserik position, där hon kunde påverka vilken statistik som skulle samlas in och vilka frågor som skulle besvaras med hjälp av den. Hon inledde på SCB ett omfattande förändringsarbete som gick ut på att reformera de föråldrade metoderna för insamling och bearbetning av offentlig statistik och skapa en organisation för stickprovsundersökningar. En av de nya statistiska insamlingar som hon initierade var en specialundersökning om gifta kvinnors förvärvsarbete, en kartläggning av ensamma mödrars försörjningssituation, en specialbelysning om kvinnors yrkesverksamhet och en undersökning om familjebildning och fruktsamhet. Det var första gången i svensk historia som det blev möjligt att i detalj, och med statistisk säkerhet, visa hur stor andel gifta kvinnor som hade kontakt med arbetslivet, i vilken grad familjeinkomsten var beroende av hustruns arbete och hur fruktsamhetsmönstren varierade mellan förvärvsarbetande kvinnor i olika åldrar och inkomstgrupper, samt hur många kvinnor och män som var ensamstående föräldrar. Som överdirektör för SCB representerade Karin Kock också Sverige i det internationella samarbete som efter andra världskriget inleddes av FN och som syftade till att koordinera insamling, bearbetning och publicering av statistik i syfte att skapa underlag för internationella jämförelser. Hon invaldes som ex-officiomedlem till Conference of European Statisticians, hedersledamot till svenska Statistiska föreningen och ledamot till American Statistical Organisation.
Karin Kocks karriär saknar på många sätt motstycke i svensk 1900-talshistoria. Hon var en sinnebild för ”den nya kvinnan” – de högutbildade, intellektuella kvinnor vilka i slutet av 1800- och i början av 1900-talet ställde krav på ekonomiskt oberoende, yrkesmöjligheter och sexuell autonomi. Hon gjorde en karriär i manligt dominerade miljöer där det endast fanns få kvinnor på liknande positioner, och hon var unik i sin förmåga att kombinera en karriär på hög nivå med ett kvinnorörelseengagemang. Hon var som kvinnorörelseaktivist, skribent och debattör delaktig i de flesta stora frågor som kvinnorörelsen arbetade med mellan 1920- och 1960-talen: kvinnors rätt till lönearbete och ekonomisk självständighet, uppföljning av behörighetslagen, kvinnors politiska representation, kvinnors rätt att behålla sitt familjenamn vid giftermål och avskaffandet av sambeskattning. I sina sista stora debattartiklar i Dagens Nyheter 1962–1963 argumenterade hon för införandet av särbeskattning och reflekterade över kvinnorörelsens landvinningar sedan 1930-talet.

### Äktenskap och sista tiden
Hon gifte sig 1936 med advokaten Hugo Lindberg. Äktenskapet, som av allt att döma var lyckligt, var Karin Kocks första och Hugo Lindbergs tredje. Paret delade politiska och intellektuella intressen. De tog båda under andra världskriget stark ställning mot nazismen.
Efter makens död 1966 namnändrade hon till enbart Kock. Karin Kock dog 1976 och vilar i minneslunden på Skogskyrkogården i Stockholm.